# Pernille Brandenborg
Pernille Brandenborg (* 29. Juni 1997 in Svendborg) ist eine dänisch-färöische Handballspielerin, die beim norwegischen Erstligisten Storhamar Håndball unter Vertrag steht.

## Karriere

### Im Verein
Brandenborg, deren Mutter Färingerin und deren Vater Däne ist, wuchs in Dänemark auf. Sie begann das Handballspielen beim Svendborg HK und wechselte im Alter von 18 Jahren zum Gudme HK. Anfang des Jahres 2018 schloss sich die Kreisläufers dem dänischen Zweitligisten Vendsyssel Håndbold an, für den sie dreieinhalb Jahre auflief. Mit Vendsyssel stieg sie 2020 in die höchste dänische Spielklasse auf. Im Sommer 2021 schloss sie sich dem Ligakonkurrenten Randers HK an. In ihrer ersten Saison war sie hinter der Mannschaftskapitänin Sidsel Mejlvang nur die zweite Kreisläuferin im Kader von Randers HK. Erst als Mejlvang ein Jahr später den Verein verließ, erhielt Brandenborg größere Spielanteile. Nachdem Randers im November 2022 einen Insolvenzantrag gestellt hatte, schloss sie sich dem Erstligisten København Håndbold an. Im Sommer 2025 wechselte sie zum norwegischen Erstligisten Storhamar Håndball.

### In der Nationalmannschaft
Brandenborg bestritt am 2. Dezember 2016 im WM-Qualifikationsspiel gegen Mazedonien ihr Länderspieldebüt für die färöische Nationalmannschaft. Bislang konnte sie sich mit der färöische Auswahl weder für die Weltmeisterschaft noch für die Europameisterschaft qualifizieren.